# 다이쇼 데모크라시
다이쇼 데모크라시(일본어: 大正デモクラシー 다이쇼데모크라시-[*], 영어: Taishō Democracy)는 신해 혁명 발발에서 치안 유지법 시행까지(1911~1925년) 일본에서 정치, 사회, 문화 각 방면에서 일어난 민주주의, 자유주의적인 운동, 풍조, 사조의 총칭이다.

## 개요
제2차 세계 대전 이전 일본(일본 제국)에서 일어난 최대의 민주주의, 자유주의 운동을 묶어 일컫는 말이다.
정치 부분에서는 호헌 운동을 시작으로 보통 선거와 언론, 집회, 결사의 자유를 요구하였고, 외교 면에서는 식민 지배와 국민 부담이 컸던 침략 전쟁의 중단을 요구하는 목소리가 커졌다. 사회면에서는 남녀 평등, 부라쿠민 차별 철폐, 그리고 노동자의 단결권과 파업권을 쟁취하려는 운동이 일어났다.
그리고 문화 면에서는 자유교육의 쟁취, 대학의 자치권 쟁취운동,미술 단체들이 정형화된 문부성 전람회파로부터 이탈하려는 움직임 등이 나왔다. 이렇게 여러 방면에서 다양한 민주주의, 자유주의적 운동이 자주적으로 전개되었다.
다이쇼 데모크라시를 일컫는 범위에 있어서는 여러 가지 설이 있다.
1. 가쓰라 다로 내각에의 반대운동부터 치안유지법의 제정까지. 1905~1925년
2. 가쓰라 타로 내각에의 반대운동부터 만주사변까지, 1905~1931년
3. 신해혁명부터 치안유지법의 제정까지. 1911~1925년
4. 제1차 세계 대전의 종전(11월 혁명)부터 만주사변까지. 1918~1931년
각 정의내용에 따라 변하지만, 대체로 신해혁명부터 치안유지법의 제정까지의 시기를 중심으로 해서, 1917년의 러시아 혁명과 1918년의 독일 11월 혁명과 쌀 폭동을 민주화운동의 핵심으로 보는 점은 일치하고 있다.
이 용어는 역사학자 시노부 세이사부로(信夫清三郎)가 1954년 자신의 저서에서 호칭하여 이후 이 시기를 가리키는 말로 정착되었다. 그러나 이 용어는 제2차 세계 대전 이후 만들어진 말이기 때문에, 이 정의와 내용이 애매하다여 부적당하다는 지적도 있다.
또, 다이쇼 년간 제1차 세계 대전이 일어난 시대이며, 제1차 세계 대전의 결과로 인해 오스트리아-헝가리 제국과 독일 제국, 러시아 제국, 오스만 제국을 비롯한 군주 국가가 일제히 무너졌다. 이처럼 다이쇼 데모크라시의 배경에는 신해 혁명, 러시아 혁명, 독일 혁명, 터키 혁명과 연속적인 공화제 혁명에 의해 "군주제가 쓰러지는 위기"가 존재하는 것이다.

## 배경
러일 전쟁에서 승리한 이후 일본에서는 1905년 도쿄에서 중국동맹회가 결성되는 등 자유 민주주의의 쟁취를 목적으로 하는 운동이 본격화되었다. 한편 자본주의가 급속히 발전하여 시민계급이 성장하기 시작하여, 일본시민들도 정치적, 시민적 자유를 자각하였다. 그리하여 각종 과제를 내건 자주적인 집단이 설립되어 자유와 권리의 쟁취, 억압으로부터의 해방등에 소리를 높이는 시대적 배경이 가능해졌다.
이 상황에서 1911년 중국에서 신해 혁명이 발발하여 청나라가 멸망하고 중화민국이 건국되었다. 중국정세의 혼란을 틈타, 세력확장의 호기라고 판단한 육군대신 우에하라 유사쿠는 당시 제3차 사이온지 긴모치 내각에 조선에 2개 사단을 증설할 것을 제안했다. 그러나 사이온지는 러일 전쟁에 기인한 재정난과 국제 관계의 문제를 들어 거부하였고, 우에하라는 군부대신 현역 무관제를 이용하여 천황에게 단독으로 사표를 제출하며 후임자를 추천하지 않음으로써, 사이온지 내각을 붕괴시키고 육군주도의 내각을 출범시키려고 하였다.
이런 가운데, 사쓰마-조슈번이 지배하던 군부(군벌)에서 조슈출신으로 육군에 강한 영향력을 행사하던 가쓰라 타로의 3차 내각이 조직되었다. 이 가쓰라 타로에 대해 국민들은 분노하였고, 또 중의원 의원인 오자키 유키오와 이누카이 츠요시가 사쓰마-조슈의 번벌(藩閥) 정치로서 가쓰라 내각을 비판하였다. 그래서 1912년 "벌족타도, 헌정옹호"의 기치를 내걸고 제1차 호헌 운동이 발전되어 제3차 가쓰라내각은 조각 53일만에 총사직하였다.
이어서 입헌정우회를 여당으로 하는 야마모토 곤베에 내각은 군부대신의 현역무관제를 폐지하는 등 군부의 내각에 대한 입김을 약화시키려는 개혁에 착수하였으나, 해군고관의 수뢰(收賂)사건(지멘스 사건)이 터지자 다시 국민의 분노로 총사직할 수 밖에 없었다.
이때 1914년 7월, 사라예보 사건을 기화로 제1차 세계 대전이 발발하였고, 제2차 오쿠마 시게노부 내각은 영일 동맹에 근거하여 독일 제국에 선전 포고를 하고 제1차 세계 대전에 참전하였다. 이것으로 일본의 국제 협력의 분위기가 높아지고, 민주주의·자유주의 운동도 차츰 격화되었고, 러시아 혁명과 독일 11월 혁명은 이러한 움직임에 박차를 가한다.
여기서 제1차 세계 대전 기간 동안 일본 제국 사회와 경제는 크게 번영하였는데, 이 시기에 해운업이나 상업 활동 활발로 나리킨(벼락부자)가 되었던 사람들이 많았다.

## 다이쇼 데모크라시의 흐름

### 민본주의와 천황기관설
1913년 이시다 토모지등은 언론잡지 〈다이산테이고쿠〉(第三帝国 →제3제국) 등을 창간하였고, 또 1916년에는 도쿄 제국대학의 요시노 사쿠조가 민본주의에 의한 정치를 주장하였는데, 이의 배경에는 활발하게 전개된 보통선거법 운동이 있다.
또한 미노베 다쓰키치가 천황기관설을 주장하여, 국가가 통치권의 주체라고 주장하고, 정당내각제를 지지하였다. 반면 우에스기 신키치는 천황주권설의 입장에서 천황기관설을 비판하였으나, 천황기관설은 의회정치를 실현하는데 있어서 헌법해석의 주요 근거로서 자주 인용되었다.
또 도쿄 제국대학 출신인 요시노, 미노베 두 명 이외에 주오대학 출신인 하세가와 뇨제칸과 와세다 대학출신인 오야마 이쿠오등이 저널리스트와 학자로서 발언도 민본운동에 큰 영향을 끼쳤다.

### 쌀 소동과 본격적인 정당내각
1917년 러시아 혁명이 발발하여 공산주의 정권이 세워지자, 데라우치 마사타케 내각은 이를 저지하기 위해 1918년 7월 12일 시베리아 출병을 결정하였으며, 수요 증가로 인한 가격 상승을 노린 상인들이 쌀을 매점하여 쌀 가격이 급등하였다.
이런 와중에서 도야마 현에서 쌀 도매상과 주민 간의 소요 사태가 순식간에 일본 전국으로 퍼져 이른바 쌀 소동이 일어났다. 그리하여 쌀 도매상이 파괴되거나 불타는 등 2개월간 소요사태가 빈발하였다. 또한 전쟁 때문에 가격 상승폭이 커져 더욱 문제가 되었다. 그리고 정부가 사건의 정확한 보도를 방해하여 신문사에 대한 언론 탄압 등의 논란을 불러 일으켰다. 이런 사태는 9월 21일 데라우치 내각이 총사퇴하여 일단 수습되었다. 이후 "평민재상"으로 불리는 하라 다카시가 내각을 조직하여, 1918년 9월 27일 일본에서 최초로 정당 내각이 조직되었다.

### 제2차 호헌 운동
1923년 12월 27일에 발생한 난바 다이스케(難波大助)의 섭정, 히로히토 천황 암살 음모 사건(도라노몬 사건)에 의해 당시 제2차 야마모토 곤베에 대각은 총사직했다. 이후 추밀원 의장이었던 기요우라 게이고 내각이 출범하였다.
그러나 기요우라 내각은 전부 관료가 귀족원 의원중에서 선출된 내각이었기 때문에, 국민들 사이에서는 또다시 헌정옹호를 요구하는 제2차 호헌 운동이 일어났다. 이 결과 입헌정우회, 헌정회, 혁신구락푸의 호헌 3파가 연합하여 가토 다카아키 내각이 성립되었다.
이 내각은 보통선거법을 제정하여 재산에 의해 제한되었던 선거권을 만 25세 이상인 모든 남자에게 부여하였다. 이로써 일본에서는 제한적 보통선거가 실현되었지만 이는 일본 제국 정부의 기만책에 불과했다. 당시 소련의 성립과 함께 공산주의 사상이 확산되어 지식인들 및 노동자들 사이에서 공산주의자들의 움직임이 활발해졌던 시기로 일본 제국 정부는 1925년에 치안유지법이 보통선거법과 동시에 제정되어 일본 내에서 공산주의가 확산되는 것을 막는다는 명분으로 사상의 자유에 제한을 가했다. 이후 공산주의 운동이 격화되자, 치안유지법은 더욱 엄격히 개정되어 최고형을 사형으로 높이게 된다.

## 다이쇼 데모크라시의 종말
1929년 미국에서 시작된 대공황의 여파가 일본을 덮쳐 경제 침체기에 접어들자, 일본 사회에서 민주주의와 자유주의에 관한 열망은 급속도로 식어 가면서 민주주의의 암흑기를 맞게 된다. 이후 영국과 프랑스가 본국과 식민지 간의 블록 경제로 공황을 넘기는 것을 지켜본 일본 군부(군벌=軍閥군바츠라고 불린다. cf. 재벌= 자이바쯔)는 더 많은 식민지를 위해 광분하게 되고, 침략 전쟁에 명분을 삼고자 류타오거우 사건을 조작하여 만주 군벌 장쭤린을 폭살시킨다. 그리고, 1931년 만주사변을 일으켜 만주를 불법 점령하고 곧바로 괴뢰 정부인 만주국을 수립한다. 이와 함께 만주침략에 반대하였던 이누카이 츠요시 수상 암살, 사회적으로는 혁신 극우세력과 군바츠 세력이 발호하여 히로히토 천황을 앞세워 전체주의, 국가주의를 표방하여 자유주의와 민주주의는 내팽개치고 사회 전반이 군국주의·파시즘화로 치닫게 되었가고, 그리하여 1931년을 대체로 '다이쇼 데모크라시'의 종말점으로 본다. 훗날 1936년 군바츠 청년 장교들이 주도하여 2월 26일 쿠테타를 일으킴으로써 일본 제국은 침략 전쟁의 발판을 내딛게 된다.

## 유산
다이쇼 데모크라시는 제2차 세계대전 전후, 일본 근현대 민주주의 사회를 생성시킬수 있었던 유산으로서 일본 근현대사에 있어서 큰 의미가 있다는 평가가 있다.

## 관련 사건
- 신해 혁명
- 제1차 세계 대전
- 러시아 혁명
- 독일 혁명
- 터키 혁명
- 시베리아 출병

## 같이 보기
- 고바야시 다키지
- 히라쓰카 라이초
- 이토 노에
- 보통선거
- 자유 민권 운동
- 한신칸 모더니즘